# آنا جونسون بيل ويلر
آنا جونسون بيل ويلر (بالإنجليزية: Anna Johnson Pell Wheeler)‏ (و. 1883 – 1966 م) هي رياضياتية، وأستاذة جامعية أمريكية، ولدت في هاواردين، توفيت عن عمر يناهز 83 عاماً. اشتهرت لعملها المبكّر بمجال الجبر الخطي في الفضاء اللانهائيّ، والذي أصبح فيما بعد جزءًا من التحليل الدالّي.

## السيرة الذاتيّة
وُلدت آنا جونسون في الخامس من شهر مايو/ أيّار من عام 1883 لأبوين سويديين مهاجرين في مدينة هاواردن، بولاية آيوا في الولايات المتحدة الأمريكيّة. عندما أصبحت جونسون في سن التاسعة انتقلت مع عائلتها إلى مدينة أكرون، في نفس الولاية، وانخرطت في إحدى المدارس الخاصّة هناك. تخرجت في عام 1903 من جامعة ساوث داكوتا وبدأت الدراسات العليا في جامعة آيوا. حصلت على شهادة الماجستير في عام 1904 بعد تقديمها لأطروحة بعنوان «تجديد نظريّة غالوا حول المعادلات التفاضلية الخطية»، وحصلت بعد عام من ذلك على درجة شهادة عليا ثانية من كلّيّة رادكليف، حيث حضرت محاضرات كلّ من ماكسيم بوشر وويليام فوج أوسجود.
حصلت جونسون في عام 1905 على زمالة أليس فريمان بالمر من كلّيّة ويلسلي لقضائها عاماً كاملاً في جامعة غوتينغن، حيث تتلمذت على يد كلّ من ديفيد هيلبرت وفيليكس كلاين وهيرمان مينكوفسكي وكارل شوارزشيلد. توسّعت علاقة جونسون مع ألكسندر بيل -الأستاذ السابق بجامعة ساوث داكوتا- وذلك أثناء عملها في التحضير لدرجة الدكتوراه. سافر بيل إلى غوتينغن وتزوّج من آنّا جونسون هناك في شهر تمّوز/ يوليو من عام 1907. شكّلت هذه الرحلة تهديدًا كبيرًا لحياة بيل، حيث كان عميلًا روسيّاً سابقًاً واسمه الحقيقيّ سيرجي ديغاييف.
بعد حفل الزفاف، عادت عائلة «بيل» إلى مدينة فيرميليون بولاية ساوث داكوتا، حيث حاضرت آنّا في نظرية الوظائف والمعادلات التفاضلية، وبحلول عام 1908عادت آنّا إلى مدينة غوتنغن بهدف العمل على أطروحتها بالنقاش مع هيلبرت، ومع ذلك، فقد كانت مهمّة إنهاءها مستحيلةّ. انتقلت بعد ذلك مع زوجها إلى شيكاغو، حيث عملت مع إيلياكيم هاستينغز مور لإنهاء أطروحتها «النظم المتعامدة للدوالّ ذات التطبيقات على نظريّة المعادلات التكاملية»، وحصلت على درجة الدكتوراه في عام 1909.
بدأت آنا البحث عن منصب في مجال التدريس، لكنّها واجهت عداءً في كلّ أقسام الرياضيات. كتبت إلى أحد الأصدقاء ذات مرّة: «كنت آمل الحصول على منصب في إحدى الجامعات الجيّدة، مثل ولاية ويسكونسن، أو إلينوي إلخ، ولكن كان هناك اعتراضٌ على النساء، فهم يفضّلون الرجال حتّى لو كانوا أدنى درجة في التدريب والأبحاث». أصيب زوج آنّا في عام 1911 بجلطة دماغية، فقبلت وظيفة في كلّيّة ماونت هوليك -بعد أن درّست محاضرات زوجها في معهد آرهمر لما تبقّى من الفصل الدراسي- واستمرّت في التدريس هناك لمدّة سبع سنوات.
نشرت ويلر (مع ر. ل. جوردون) بحثًا عن مبرهنة ستورم في عامها الأخير في كلّيّة ماونت هوليوك 1917. حيث حلّت فيها المشكلة التي استعصت على جيمس جوزيف سيلفيستر في عام 1853 وعلى إدوارد بور فان فليك في عام 1899 على حدّ سواء. ظلّت تلك الورقة البحثيّة (إلى جانب نظريتها) في طيّ النسيان لمدّة تقارب المئة عام وتمّ اكتشافها مؤخرًا من قبل أكريتاس ومالاشونوك وفيجكاس.
أصبحت آنا في عام 1918 أستاذًا مساعداً في كلية برين ماور في بنسلفانيا. وأصبحت بعد ثلاث سنوات رئيسة قسم الرياضيات في نفس الكلّيّة، وترقّت لمنصب أستاذ عام 1925. تزوّجت في نفس السنة من زميل لها يدعى آرثر ويلر، الذي سرعان ما ذهب إلى جامعة برينستون، فانتقلت آنّا معه، ودرّست في جامعة برين ماور بدوام جزئيّ، وأصبحت مع الوقت نشطة في جمعيّة برينستون للرياضيّات. وفي عام 1927 أصبحت آنّا جونسون أوّل امرأة تقدّم محاضرة في مجتمع الرياضيّات الأمريكي. عادت إلى برين ماور ودرّست بدوام كامل بعد وفاة ويلر في عام 1932.